# پاتریک تیبری
پاتریک تیبری (به انگلیسی: Patrick Tiberi) نمایندهٔ حوزه انتخابیه دوازدهم اوهایو از حزب جمهوری‌خواه ایالات متحده آمریکا در مجلس نمایندگان ایالات متحده آمریکا است که برای نخستین‌بار در ۱۹ ژانویه ۲۰۰۱ میلادی به‌عضویت این مجلس درآمد.